# New South Wales Open 1984
Il New South Wales Open 1984 è stato un torneo di tennis giocato sull'erba. È stata la 93ª edizione del torneo, che fa parte del Volvo Grand Prix 1984 e del Virginia Slims World Championship Series 1984. Il torneo maschile si è giocato dal 10 al 16 dicembre, quello femminile dal 19 al 25 novembre 1984 a Sydney in Australia.

## Campioni

### Singolare maschile
John Fitzgerald ha battuto in finale  Sammy Giammalva Jr con il punteggio di 6–3 6–3

### Singolare femminile
Martina Navrátilová ha battuto in finale  Ann Henricksson con il punteggio di 6–1, 6–1.

### Doppio maschile
Paul Annacone /  Christo van Rensburg hanno battuto in finale  Tom Gullikson /  Scott McCain con il punteggio di 7–6, 7–5.

### Doppio femminile
Claudia Kohde Kilsch /  Helena Suková hanno battuto in finale  Wendy Turnbull /  Sharon Walsh con il punteggio di 6–2, 7–6.